# بيكسلز
بيكسلز (بالإنجليزية: Pexels)‏ هو مزود للصور الفوتوغرافية ومخزون اللقطات، تم تأسيسه في ألمانيا في عام 2014، ويحتفظ بمكتبة بها أكثر من 3.2 مليون صورة ومقاطع فيديو خالية من حقوق الملكية.

## التاريخ
تأسست شركة بيكسلز من قبل الأخوين التوأم إنغو وبرونو جوزيف في فولدابروك، هيسن. تأسست بيكسلز في عام 2014، بحوالي 800 صورة. استحوذت منصة التصميم الجرافيكي كانفا على شركة بيكسلزفي عام 2018.

## فريق العمل
يتكون فريق عمل بيكسلزمن المؤسسين الثلاثة، الذين يعيشون في برلين في ألمانيا، وفريق مكون من 40 شخصًا في ألمانيا، وأجزاء أخرى من أوروبا، وأمريكا الشمالية والجنوبية. الشركة ليس لديها مقر محدد، جميع الموظفين يعملون من منازلهم. كان إنغو وبرونو جوزيف مديرين تنفيذيين حتى نوفمبر 2018، عندما أصبح Clifford Obrecht، مؤسس كانفا، الرئيس التنفيذي للشركة. تمت إعادة برونو جوزيف لمنصب الرئيس التنفيذي في يوليو 2020.